# Xe môtô thể thao

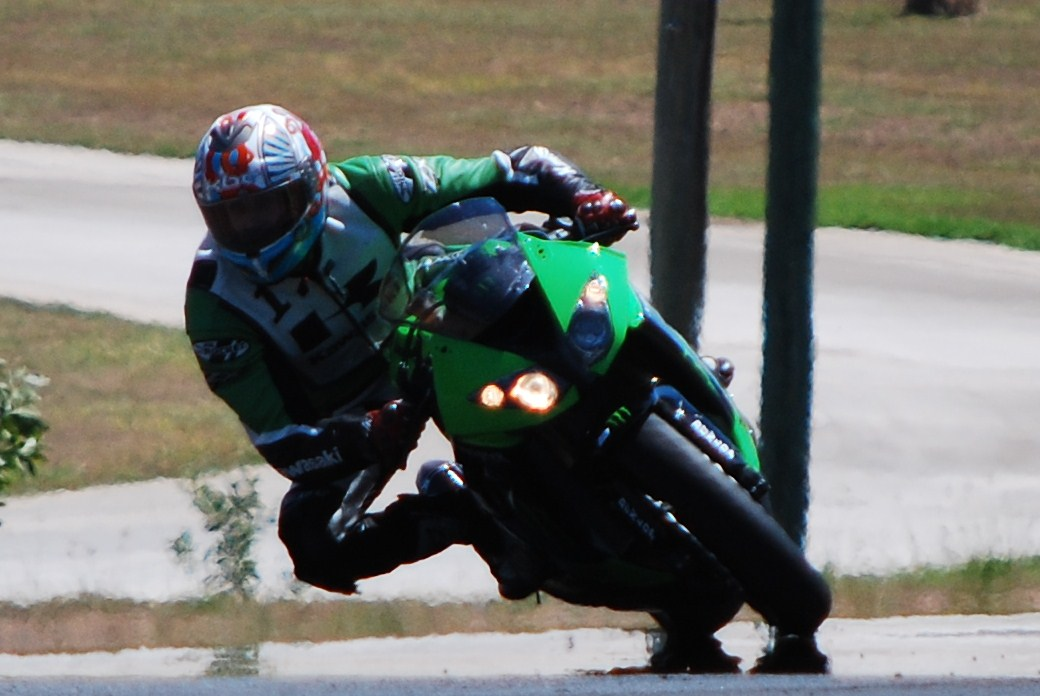
Một chiếc xe môtô thể thao của hãng Kawasaki trong track day tại Lakeside International Raceway.

Xe môtô thể thao hay xe máy thể thao là loại xe máy được tối ưu hóa về tốc độ, gia tốc, hãm phanh và ngoặt xe trên đường lát mặt, điển hình là phí tổn về tiện nghi và giá nhiên liệu khi so sánh với các dòng xe khác.